# Mgławica Południowy Krab
Mgławica Południowy Krab (również Henize 2-104) – mgławica planetarna znajdująca się w konstelacji Centaura. Mgławica ta jest odległa około 2000 lat świetlnych od Ziemi.

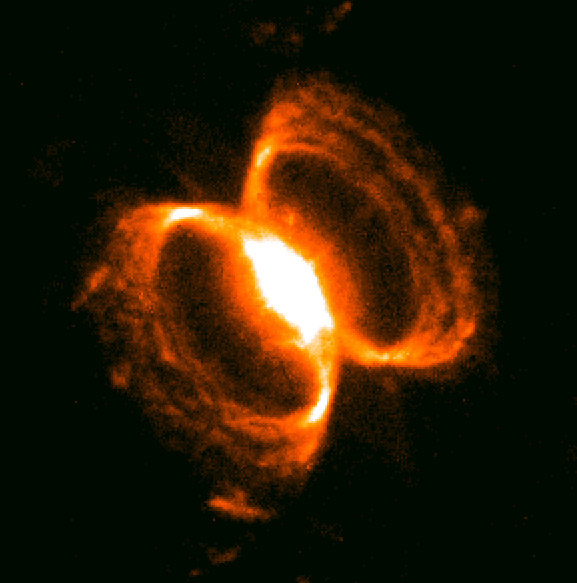
Zbliżenie centrum mgławicy (NASA/ESA)

Mgławica ta została utworzona przez układ podwójny, w którym jednym ze składników jest biały karzeł posiadający promień odpowiadający promieniowi Ziemi i o masie zbliżonej do masy Słońca, a drugi jest czerwonym olbrzymem o podobnej masie i promieniu odpowiadającym orbicie Ziemi. Czerwony olbrzym jest gwiazdą pulsującą, która odrzuca swoją masę do dysku akrecyjnego otaczającego białego karła. Proces ten doprowadzi do eksplozji termojądrowej, w wyniku której powstanie w tym układzie kolejna mgławica w kształcie klepsydry. Układ dwóch gwiazd znajduje się w samym centrum zespołu klepsydr.